# أوليفر مارك
أوليفر مارك (بالألمانية: Oliver Mark)‏ هو مصور ألماني، ولد في 20 فبراير 1963 في غلزنكيرشن في ألمانيا.

## وصلات خارجية
- الموقع الرسمي
- أوليفر مارك على موقع IMDb (الإنجليزية)